# Gimcheon
Gimcheon is een stad in de Zuid-Koreaanse provincie Gyeongsangbuk-do. De stad telt ruim 129.000 inwoners en ligt in het midden van het land.

## Bestuurlijke indeling
- Apo-eup
- Bongsan-myeon
- Buhang-myeon
- Daedeok-myeon
- Daehang-myeon
- Eomo-myeon
- Gamcheon-myeon
- Gammun-myeon
- Gaeryeong-myeon
- Guseong-myeon
- Jirye-myeon
- Joma-myeon
- Jeungsan-myeon
- Nam-myeon
- Nongso-myeon
- Bugok-dong
- Daesin-dong
- Jijwa-dong
- Pyeonghwa-dong
- Seongam-dong
- Yanggeum-dong
- Yongam-dong

## Stedenbanden

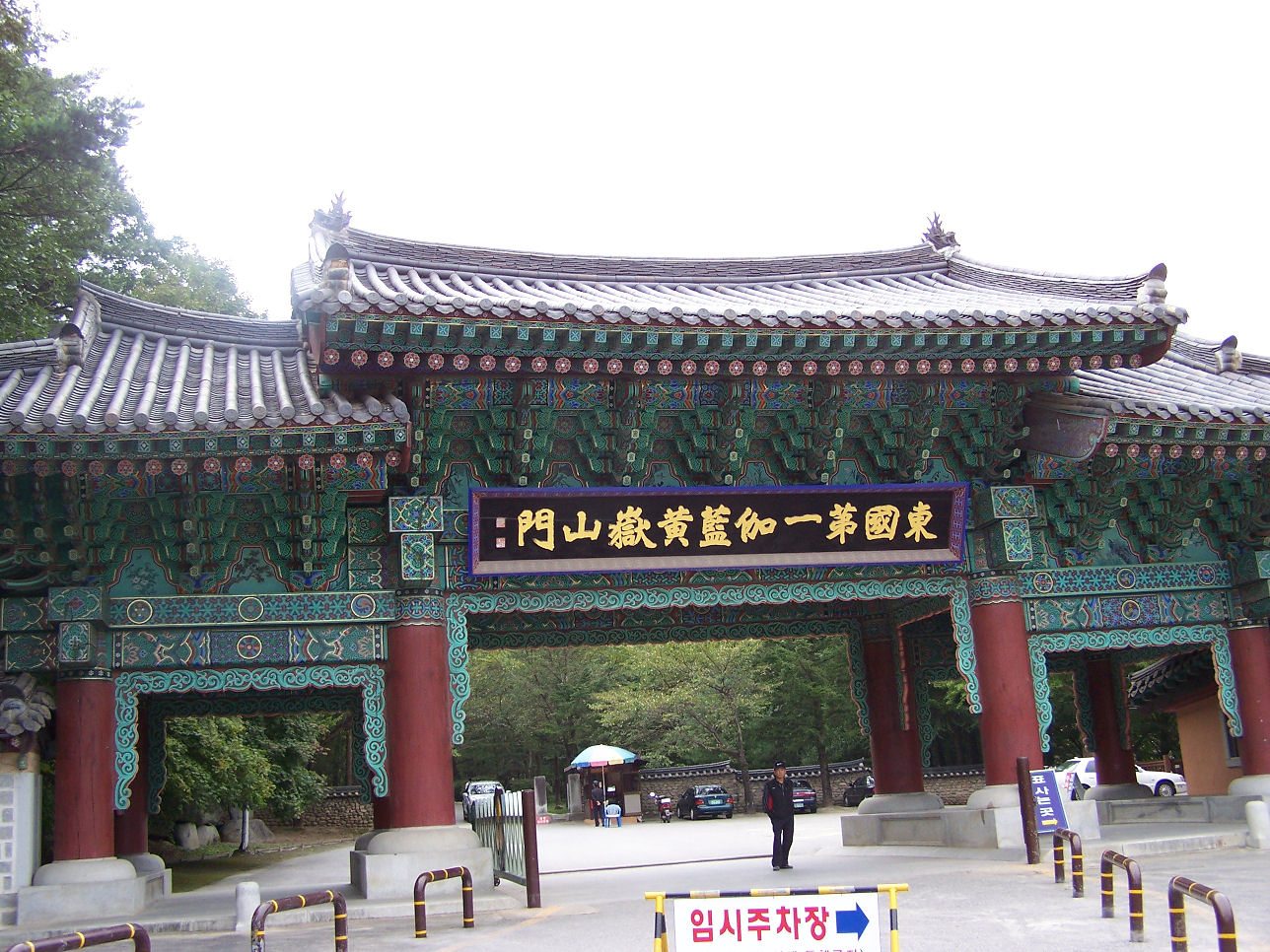
Tempel

- Chengdu, China
- Nanao, Japan